# اولنا استتسکیو
اولنا استتسکیو (انگلیسی: Olena Stetskiv؛ زادهٔ ۱۵ ژوئن ۱۹۹۴) ورزشکار لژسواری اهل اوکراین است. وی همچنین از لژسواران در بازی‌های المپیک زمستانی ۲۰۱۴ بوده است.